# John R. Sinnock
John Ray Sinnock (* 8. Juli 1888; † 14. Mai 1947 in Raton, New Mexico) war ein US-amerikanischer Graveur und der achte  Chief Engraver der United States Mint von 1925 bis 1947.

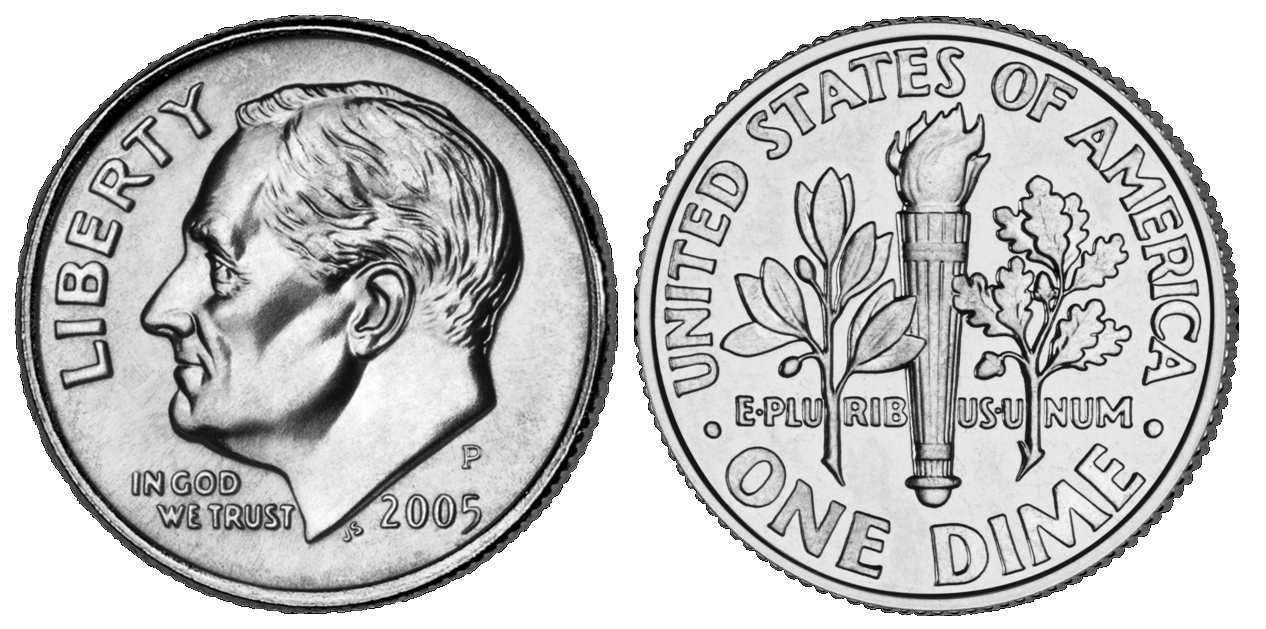
Roosevelt-Dime von 2005

## Geschichte
Sinnock war der Designer des Roosevelt Dime und des Franklin Half Dollar, und anderen US-Münzen. Seine Initialen "JS" können auf dem Dime an der Basis der Roosevelt-Büste gefunden werden. Er modellierte, aber entwarf nicht, das Purple Heart sowie verschiedene andere Medaillen und Gedenkmünzen.

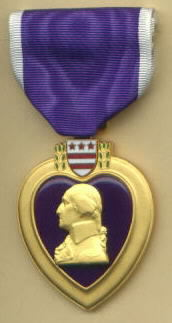
Purple Heart

Sinnock wurde an der Philadelphia Museum School of Industrial Art ausgebildet. Er gewann den A.W. Mifflin Award für ein Auslandsstudium. Sinnock war weit gereist. Seine langjährige Vertraute war Margaret Campbell, welche viel von seiner Kunst sowie seine persönliche Sammlung von Materialien im Zusammenhang mit der Entwicklung des Roosevelt Dime geerbt hatte.
Zehn Jahre lang war Sinnock ein Kunstlehrer an seiner Alma Mater und an der Western Reserve University. Im Jahr 1923 wurde er zum Assistant Chief Engraver.

## Gerüchte
Bei der erstmaligen Prägung des Roosevelt Dime 1946 entstand im antikommunistischen Klima in den USA ein Gerücht, die Buchstaben "JS" seien nicht die Initialen von John Sinnock, sondern stünden für Josef Stalin und seien von einem sowjetischen Agenten angebracht worden. Dieses Gerücht fiel in die Zeit des Second Red Scare.